# Bryolymnia marginata
Bryolymnia marginata är en fjärilsart som beskrevs av William Schaus 1911. Bryolymnia marginata ingår i släktet Bryolymnia och familjen nattflyn. Inga underarter finns listade i Catalogue of Life.